# クレオール料理

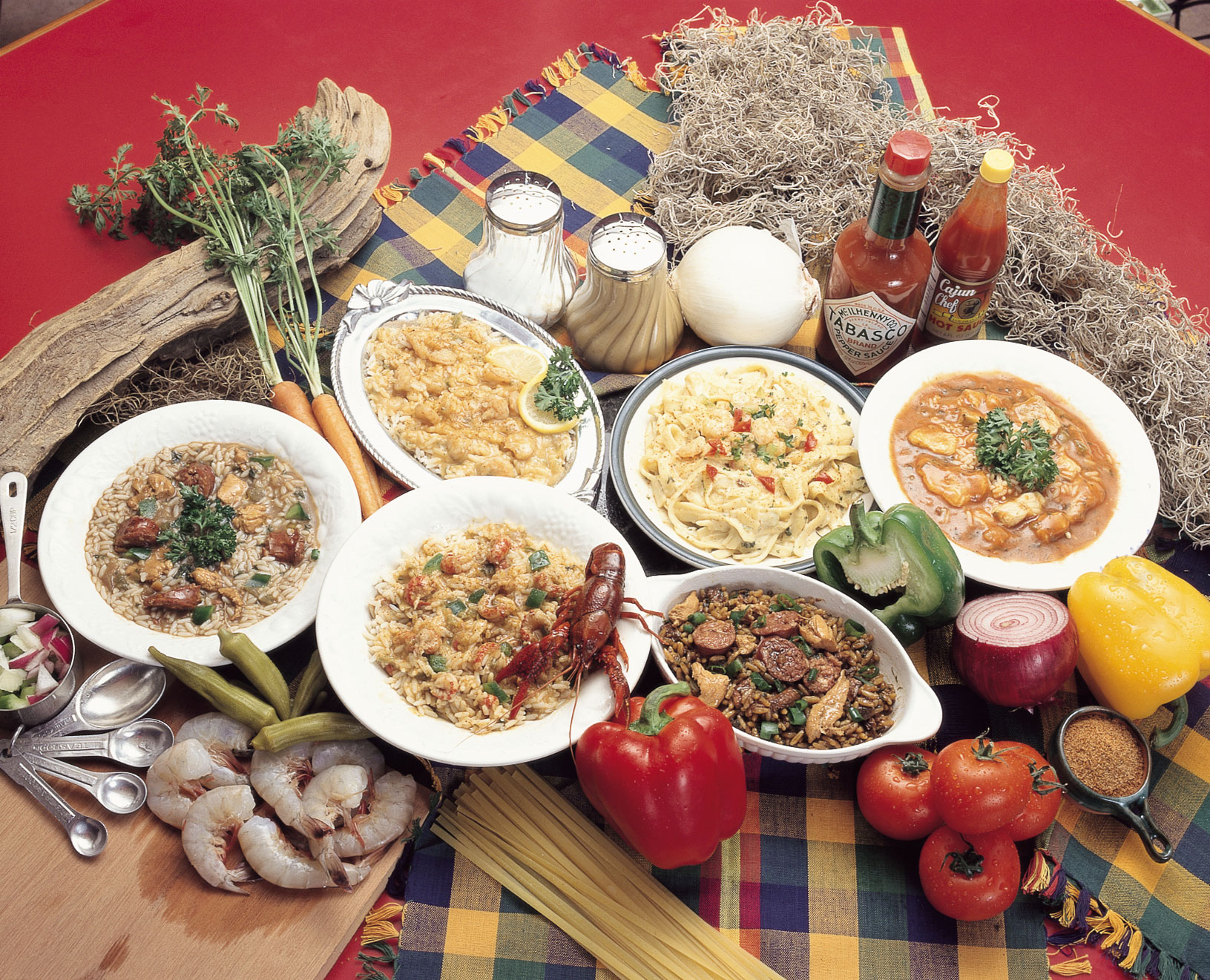
典型的なクレオール料理

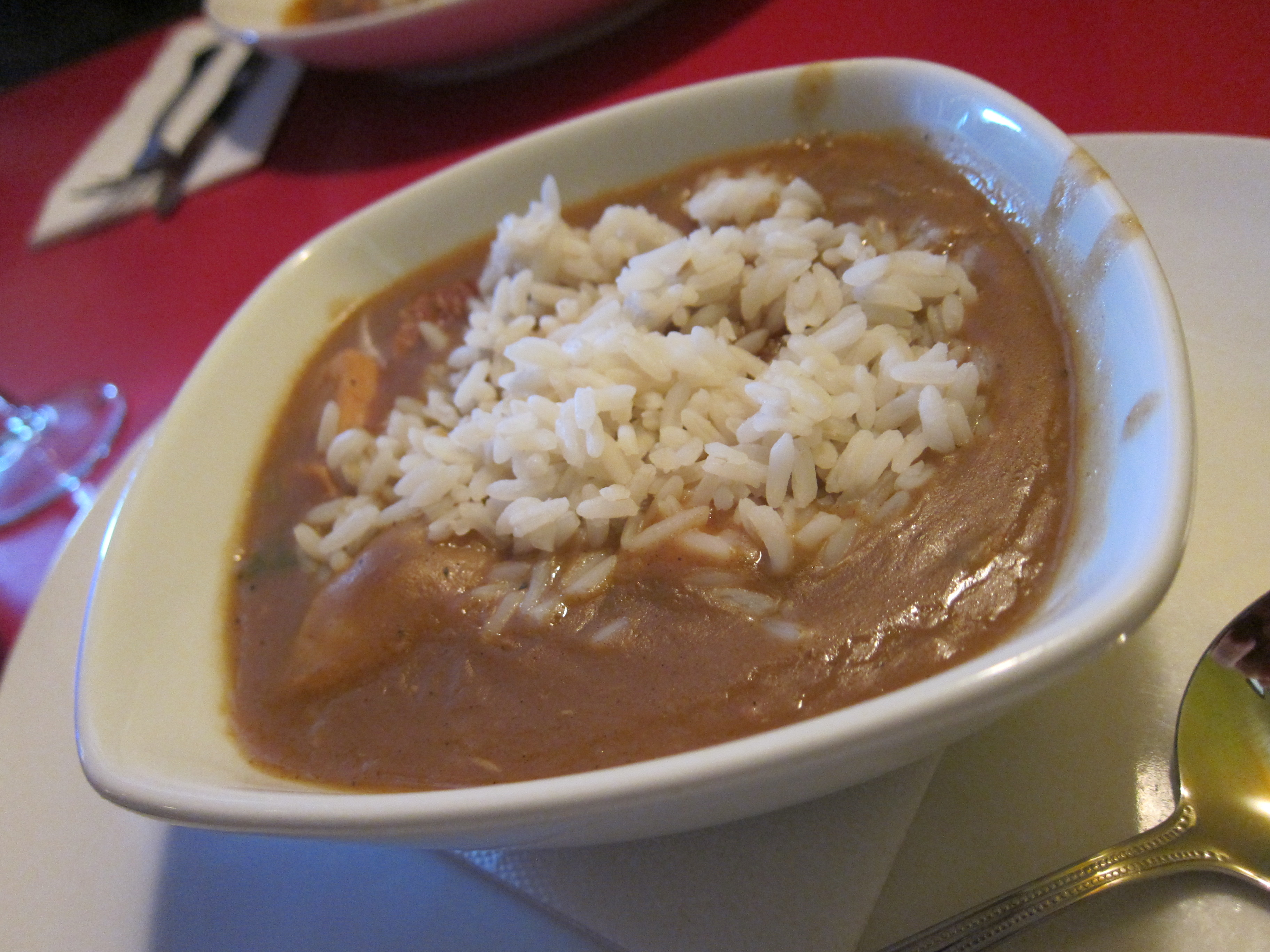
ガンボ

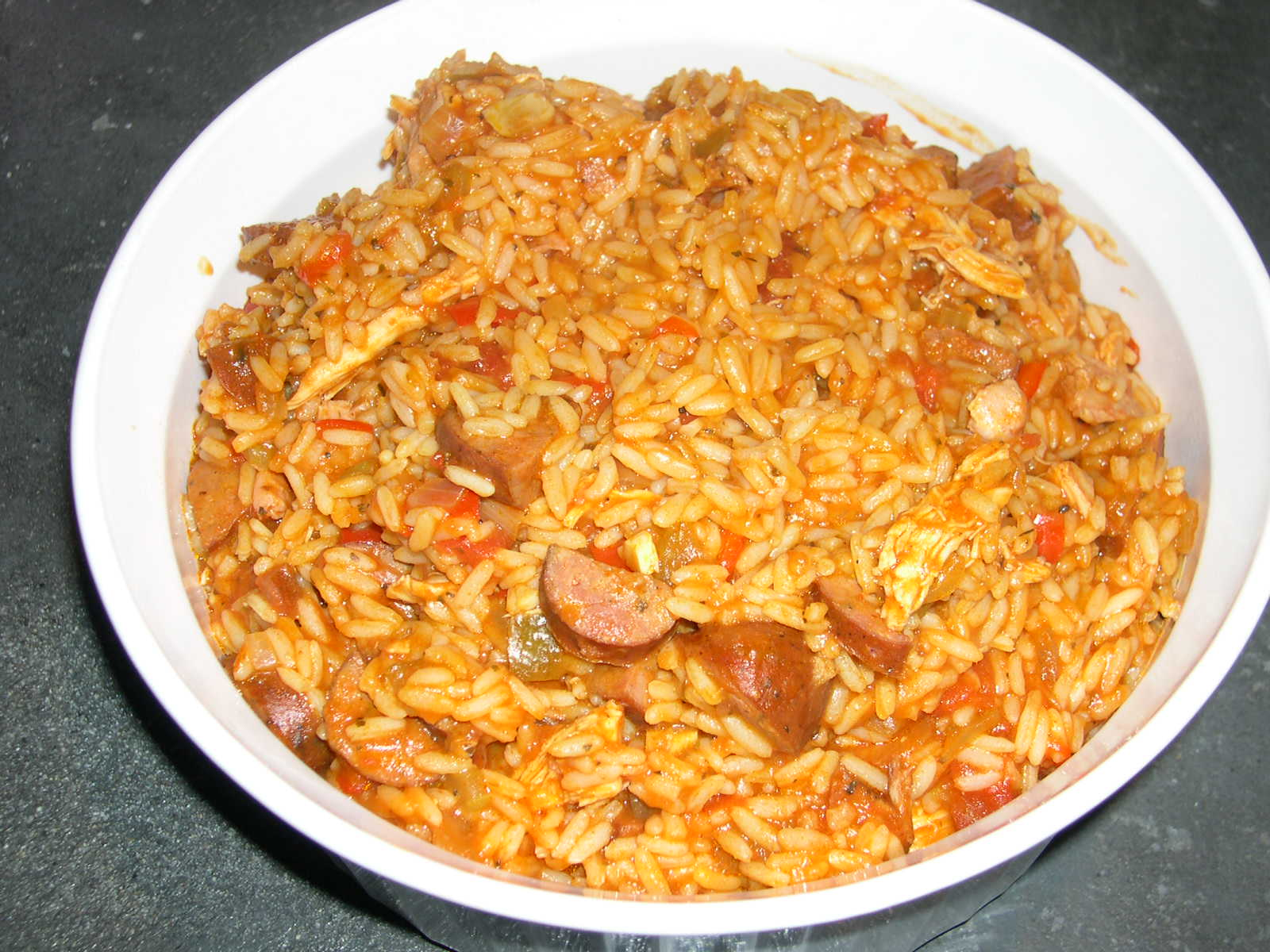
ジャンバラヤ

クレオール料理（クレオールりょうり）は、米国ルイジアナ州大ニューオーリンズ地域を中心とする、複数の食文化が混合して形成された独特の料理のスタイルである。

## 概要
フランス、スペイン、フランス領アンティル、西アフリカ、そして南北アメリカの食文化の影響が混合されており、イタリア料理の特徴も備えている。「聖なる三位一体」（料理のベースとなる、タマネギ、セロリ、ピーマンを炒めたもの）や使用する食材はケイジャン料理と漠然と似ており、ガンボやジャンバラヤなどの料理は両者に共通している。
重要な差異は、ケイジャン料理が田舎風フランス料理の元となったアカディア人の料理にルイジアナの土着の食材を適合させたのに対して、ルイジアナのクレオールの料理は地元の食材をベースにさらに古典的なヨーロッパのスタイルへ向かった点である。その主な原因として、大規模追放以前からすでにアカディアとフランスとの繋がりが希薄になっていたのに対し、ニューオーリンズはフランスとの関係をより長く保っていたこと、またイタリア人などのヨーロッパからの新移民は大都市から隔絶したアケイディアナよりも都市部であるニューオーリンズに定住することを好んだこと、基本的にケイジャン料理が田舎の自給自足の環境で発展したのに対し、クレオール料理は富裕階級の庇護のもとに洗練された都市文化の産物であったこと、などが挙げられる。
ケイジャン料理のシェフポール・プルドームのレストランの人気が出た1980年代から、ルイジアナ州のみならず全米の他の地域でもケイジャン料理の影響が強大になった。一般的なアメリカ人がケイジャン料理に興味を持つようになり、多くの観光客がケイジャン料理目当てにニューオーリンズに行った（実際にはニューオーリンズは、西に位置するアケイディアナとは文化的にも地理的にも別物であることに気付かずに）。このため、クレオール料理店の起業家たちは、この需要に応えるためにケイジャン料理のレストランを開いたり、看板を変えたりした。
1980年代に現代のアメリカ料理が発展を遂げる中、クレオール料理の中でニュー・クレオール（またはヌーヴェル・クレオール）料理の系統が現れ始めた。この傾向は、新鮮な食材とより簡素であっさりした調理に重点を移した点、また、ケイジャン料理、南部料理、南西部料理、それから少々の東南アジア料理といった、他の民族料理の伝統にも触手を伸ばしたという点で特徴付けられる。全国的なケイジャン料理ブームは去ったが、現代的なクレオール料理は、ニューオーリンズの著名レストランのほとんどでは今でも支配的である。